# Вороновологское сельское поселение
Вороноволо́гское сельское поселение — муниципальное образование в юго-западной части Брасовского района Брянской области. Центр — посёлок Воронов Лог.
Образовано в результате проведения муниципальной реформы в 2005 году путём преобразования дореформенного Вороновологского сельсовета.

## Население
| 2010  | 2011  | 2012  | 2013  | 2014  | 2015  | 2016  | 2017  | 2018  |
| ----- | ----- | ----- | ----- | ----- | ----- | ----- | ----- | ----- |
| 1096  | ↘1094 | ↗1096 | ↘1090 | ↗1114 | ↘1089 | ↗1100 | ↘1090 | ↘1067 |
| 2019  | 2020  | 2021  |       |       |       |       |       |       |
| ↘1024 | ↗1032 | ↗1078 |       |       |       |       |       |       |

## Населённые пункты
| № | Населённый пункт | Тип     | Население |
| - | ---------------- | ------- | --------- |
| 1 | Воронов Лог      | посёлок | ↗289      |
| 2 | Городище 1-е     | деревня | ↘404      |
| 3 | Красный Колодец  | посёлок | ↘397      |
| 4 | Майский Жук      | посёлок | →0        |